# Lindenbachbahn
| Dampflokomotive Nr. 2 Würgengel der Lindenbach- bahn und die Belegschaft der Grube Anna bei Tiefenbach aus dem Jahre 1887 |                     |                                       |                                       |
| Streckenlänge: | 4,4 km              |                                       |                                       |
| Spurweite: | 1000 mm (Meterspur) |                                       |                                       |
| |                     |                                       |                                       |
| \| \| \| Lahntalbahn \| von Wetzlar \| \| \| \| Stockhausen \| \| \| \| 0,0 \| Verladestelle Stockhausen \| Verladestelle Stockhausen \| \| \| \| Lahntalbahn nach Koblenz \| \| \| \| \| Lahn \| \| \| \| \| \| \| \| \| \| Bahnbetriebswerk \| \| \| \| ca. 2,9 \| \| \| \| \| \| Grube Anna \| \| \| \| 4,4 \| Grube Würgengel \| Grube Würgengel \| \| \| \| Grube Würgengel \| \| \| \| \| 600-mm-Pferde-Bahn zu weiteren Gruben \| \| |                     |                                       |                                       |
| Strecke von links |                     | Lahntalbahn                           | von Wetzlar                           |
| Strecke von links · Bahnhof quer · Strecke nach rechts |                     | Stockhausen                           | Stockhausen                           |
| Strecke · Betriebs-/Güterbahnhof Streckenanfang (Strecke außer Betrieb) | 0,0                 | Verladestelle Stockhausen             | Verladestelle Stockhausen             |
| Strecke nach rechts · Strecke (außer Betrieb) |                     | Lahntalbahn nach Koblenz              | Lahntalbahn nach Koblenz              |
| Brücke über Wasserlauf (Strecke außer Betrieb) |                     | Lahn                                  | Lahn                                  |
| Abzweig geradeaus und nach links (Strecke außer Betrieb) · Strecke von rechts (außer Betrieb) |                     |                                       |                                       |
| Strecke (außer Betrieb) · Betriebs-/Güterbahnhof Streckenende (Strecke außer Betrieb) |                     | Bahnbetriebswerk                      | Bahnbetriebswerk                      |
| Strecke von links (außer Betrieb) · Abzweig geradeaus und nach rechts (Strecke außer Betrieb) | ca. 2,9             |                                       |                                       |
| Betriebs-/Güterbahnhof Streckenende (Strecke außer Betrieb) · Strecke (außer Betrieb) |                     | Grube Anna                            | Grube Anna                            |
| Betriebs-/Güterbahnhof Streckenende (Strecke außer Betrieb) | 4,4                 | Grube Würgengel                       | Grube Würgengel                       |
| Betriebs-/Güterbahnhof Streckenanfang (Strecke außer Betrieb) |                     | Grube Würgengel                       | Grube Würgengel                       |
| Strecke (außer Betrieb) |                     | 600-mm-Pferde-Bahn zu weiteren Gruben | 600-mm-Pferde-Bahn zu weiteren Gruben |

Die Lindenbachbahn war eine meterspurige Bahnstrecke, die ausschließlich dem Transport von Eisenerz diente.

## Geografische Lage
Die Strecke verband den Bahnhof Stockhausen an der Lahntalbahn durch das Tal des Lindelbachs (auch: „Tiefenbach“) mit dem südlicher gelegenen Tiefenbacher Grubengebiet.

## Name
Während das namensgebende Gewässer Lindelbach heißt, wurde die Bahn von Anfang, schon in der Planungsphase, als Lindenbachbahn bezeichnet. Ursache ist vermutlich, dass ortsfremde Planer hier meinten, einen vermeintlichen Schreibfehler „berichtigen“ zu müssen, und sich die Bezeichnung so in die Unterlagen einschlich.

## Geschichte

### Feldbahn
Das Erz aus dem Bereich des Lindelbachtals wurde zunächst über die Lahn verschifft. Trotz deren Ausbau zu einer Schifffahrtsstraße war der Fluss für die Erztransport-Schiffe aber nur vier bis fünf Monate befahrbar. Erstmals 1862 stellte der damalige Eigentümer der Eisenerzgrube „Würgengel“ einen Antrag, die Grube durch eine Eisenbahn an die im Bau befindlichen Lahntalbahn anzuschließen. Das Projekt wurde aber nicht umgesetzt. Die Transporte verlagerten sich nach Eröffnung der Lahntalbahn 1863 zunehmend dorthin. Um die Lahntalbahn besser zu erreichen, wurde in den folgenden Jahren eine etwa 450 m lange Feldbahn von der Erzwaschanlage am Eingang des Lindelbachtals zum Bahnhof Stockhausen verlegt. Dazu musste die Lahn überquert werden, was eine gezimmerte Brücke ermöglichte. 1871 übernahm die Friedrich Krupp AG in Essen Grube und Feldbahn. 1876 zerstörte ein Frühjahrshochwasser die Holzbrücke und schnitt die Grube von der Eisenbahn ab.

### Seilbahn
Noch im gleichen Jahr, 1876, nahm die Krupp AG deshalb eine Seilbahn in Betrieb, die die zerstörte Feldbahnstrecke ersetzte. Sie blieb bis 1884 in Betrieb. Die Seilbahn hatte eine Länge von 350 m, eine Kapazität von etwa 12 t in der Stunde und wurde durch eine 2 PS starke Dampfmaschine (etwa 1500 Watt) betrieben. Diese relativ geringe Kapazität und technische Probleme in der Praxis – es war eine der ersten Lastenseilbahnen in Deutschland – ließen den Betreiber nach Alternativen Ausschau halten. Auch wurde der Transport des Erzes zwischen dem Bergwerk und der Waschanlage – eine Strecke von etwa 4 km Länge – nach wie vor mit Pferdefuhrwerken über die Straße durchgeführt, ein sehr teures Verfahren.

### Lindentalbahn
Die Bauarbeiten für die Bahn begannen am 28. Januar 1884. Die Entschädigung für den Grunderwerb und die Pacht von Gelände zogen sich zwischen der Krupp AG und der Gemeinde Tiefenbach vor Gericht noch bis 1886 hin. Im Dezember 1884 war die Strecke durchgängig befahrbar, die Betriebserlaubnis datiert vom 27. Februar 1885 und der Betrieb wurde im März 1885 aufgenommen. Die Strecke wurde auf einem Damm in Hochlage bis zur Entladeanlage im Bahnhof Stockhausen geführt, wo das Erz aus den schmalspurigen Wagen der Lindentalbahn in Güterwagen der normalspurigen Staatsbahn gekippt wurde.
In den Jahren 1885 bis 1887 entstand am oberen Ende der Strecke noch eine Pferdebahn in 600-mm-Spur, über die Erz aus den weiter talaufwärts gelegenen Gruben Dickenloh und Helene bis zur Verladestelle der Grube Würgengel gefahren und dort auf die Lindentalbahn umgeladen wurde.
1892 wurde mit einem 270 m langen Anschlussgleis noch die Grube Rosamunde, die Hengstenberg & Cie. gehörte, angeschlossen.
Die Bahn blieb in diesem Ausbauzustand bis zum Ende des Zweiten Weltkriegs in Betrieb. Nach dem Zusammenbruch wurde in den Gruben, die am oberen Ende der Strecke verluden, der Betrieb nicht wieder aufgenommen, einzig die Grube Anna arbeitete weiter und nutzte die Bahn zwischen der Grube und dem Bahnhof Stockhausen. Das obere Teilstück der Strecke bis zur Grube Würgengel wurde, nachdem die dort auf Halde liegenden Erze abgefahren waren, aufgegeben. 1948 wurde die Anlage auch offiziell in „Grubenbahn der Grube Anna“ umbezeichnet. Die Grube Anna stellte ihren Betrieb aber im Juli 1949 ebenfalls ein. Die Bahnanlagen wurden zunächst weiterhin unterhalten und dienten mindestens bis 1953 noch gelegentlich für Transporte. Anfang 1957 wurden die Gleise demontiert.

## Strecke

### Beschreibung
Die Strecke entstand in Meterspur, hatte eine Länge von 4,42 km, die größte Steigung betrug 40 ‰ und der geringste Bogenradius 120 m. Im Bahnhof Stockhausen gab es ein Dreischienengleis. Für die Querung der Lahn erhielt die Bahn eine Stahlbrücke. Diese hatte unmittelbar über dem Fluss einen Sturztrichter, durch den Erz aus Wagen der Lindentalbahn in ein darunter liegendes Schiff gekippt werden konnte. Von dieser Möglichkeit wurde aber schon 1886 zum letzten Mal Gebrauch gemacht, dann wurde das Erz nur noch mit der Staatsbahn abgefahren. Die Lahnbrücke trug zudem einen Fußweg, eine bequeme Möglichkeit, um aus Tiefenbach den Bahnhof Stockhausen zu erreichen. Unmittelbar hinter der Brücke, auf der linken Lahnseite, zweigte der Anschluss zum Bahnbetriebswerk ab. Im weiteren Verlauf der Strecke wurde – ungefähr bei Streckenkilometer 2,9 – noch ein etwa 400 m langes Gleis zur Grube Anna angeschlossen.

### Relikte
Die Lahnbrücke wurde 1972 abgerissen, weil sie einem Brückenneubau für die Bundesstraße 49 im Weg war.
Eine Wegeunterführung ist erhalten.
Die Gemeinde Tiefenbach kaufte einen Teil der ehemaligen Bahntrasse 1967 und bezog sie ihn in ein Neubaugebiet ein. Die dortige Dammstraße verläuft auf der alten Bahntrasse.

## Betrieb
Die Bahn beförderte jährlich etwa 40.000 t bis 50.000 t Erz aus den Gruben von Krupp und 18.000 t aus den Gruben Dickenloh und Helene. Darüber hinaus gab es Einzelaufträge zur Beförderung im Güterverkehr und ein Steinbruch bei der Grube Anna, in dem Quarzit abgebaut wurde, nutzte die Bahn ebenfalls.
Nach 1940 bis zum Kriegsende fand auf der Strecke auch nicht-öffentlicher Personenverkehr für Werksangehörige zwischen dem Bahnhof Stockhausen und den Gruben Anna und Würgengel statt.

## Fahrzeuge
An eingesetzten Fahrzeugen sind bekannt:
- 2 dreiachsige Tenderlokomotiven (Cn2t) von Krauss-Maffei, Baujahr 1884, 90 PS (66 kW), Fabriknummern 1549 und 1550. Sie gehörten zum Anfangsbestand.
- 1 weitere, zweiachsige Dampflokomotive (Bn2t) kam 1941 als gebrauchtes Fahrzeug von der Lodzer elektrischen Kleinbahn hinzu. Sie war zweiachsig, stammte von Borsig, Fabriknummer 8720, Baujahr 1913 und hatte 125 oder 150 PS[Anm. 1] (92/110 kW). Alle drei Lokomotiven wurden nach der Betriebseinstellung vor Ort verschrottet.[21]
- Anfangs 30, später 44 Selbstentladewagen für den Erztransport, je 5 t Tragkraft
- 3 Loren
- 1 Gedeckter Güterwagen, später für den Personaltransport umgebaut